# Sophie Södergren
Johanna Sophia (Sophie) Augusta Södergren, född 22 mars 1847 i Stockholm, död där 21 mars 1923, var en svensk målare och tecknare. 
Sophie Södergren var dotter till aktuarien Nils Södergren och Birgitta Sofia Gull. Hon studerade vid Fruntimmersavdelningen vid Kungliga Akademien för de fria konsterna och för Severin Nilsson i Stockholm omkring 1876 och i Paris och Rom i slutet av 1870-talet. 
Hon medverkade i världsutställningen i Paris 1878 med landskapsmålningar från Dieppe och utställningar arrangerade av i Konstföreningen för södra Sverige, Bohusläns konstförening samt samlingsutställningar i Sundsvall, Härnösand, Gävle, Söderhamn och Göteborg samt några av Svenska konstnärernas förenings utställningar i Stockholm och med Härnösands Konstförening och Bohusläns Konstförening. Hennes konst består av småformatiga landskapsmotiv, genrebilder och blomsteruppställningar. 
Södergren är representerad vid Nationalmuseum och Östergötlands museum. 
Hon är begravd på Norra begravningsplatsen utanför Stockholm.